# 웰시 스프링어 스패니얼

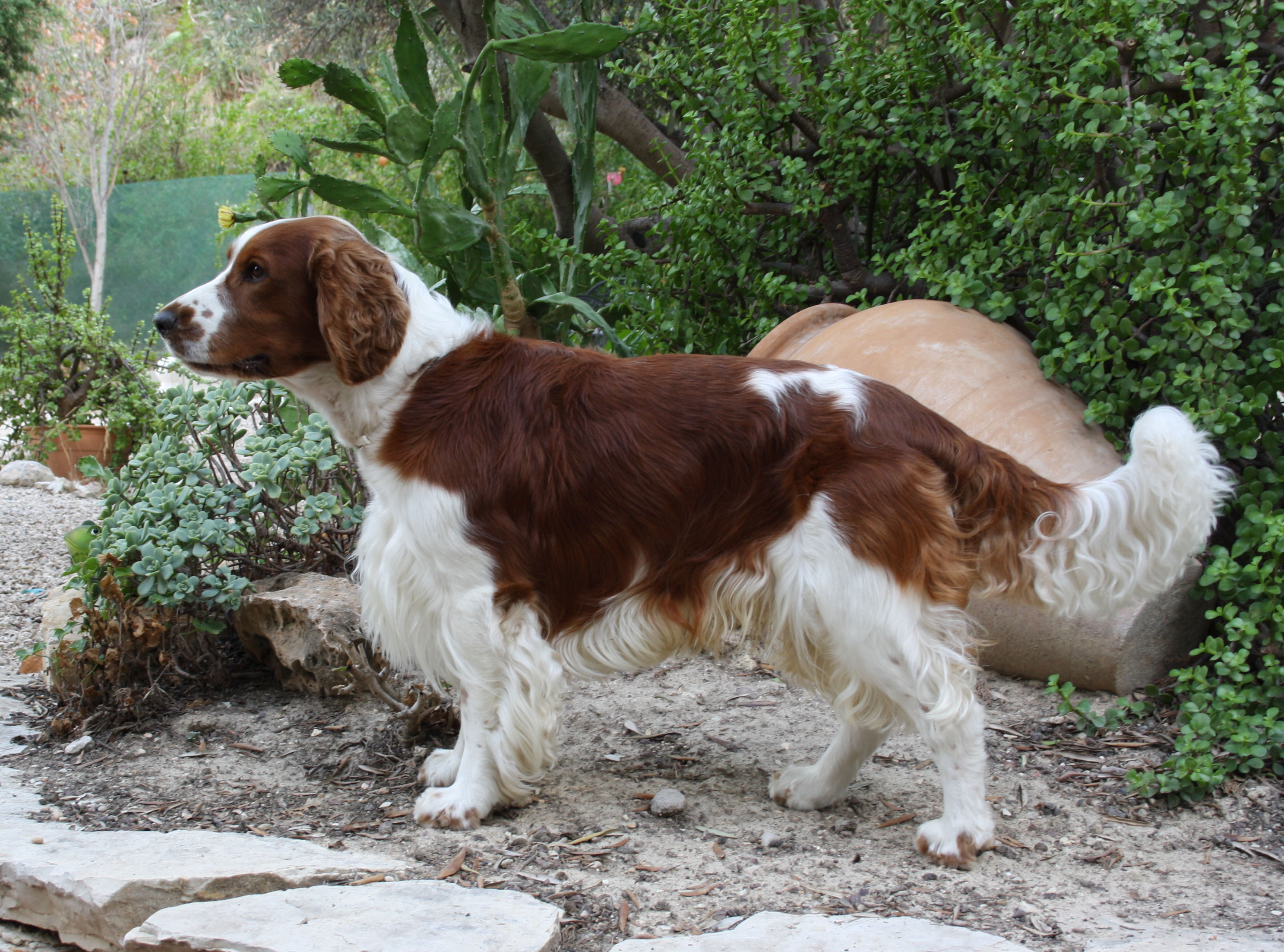
웰시 스프링어 스패니얼

웰시 스프링어 스패니얼(Welsh Springer Spaniel)은 영국 웨일스산인 적색과 백색, 체모의 스프링어 스패니얼 종 사냥개이다.

## 같이 보기
- 사냥개